# Kanzi

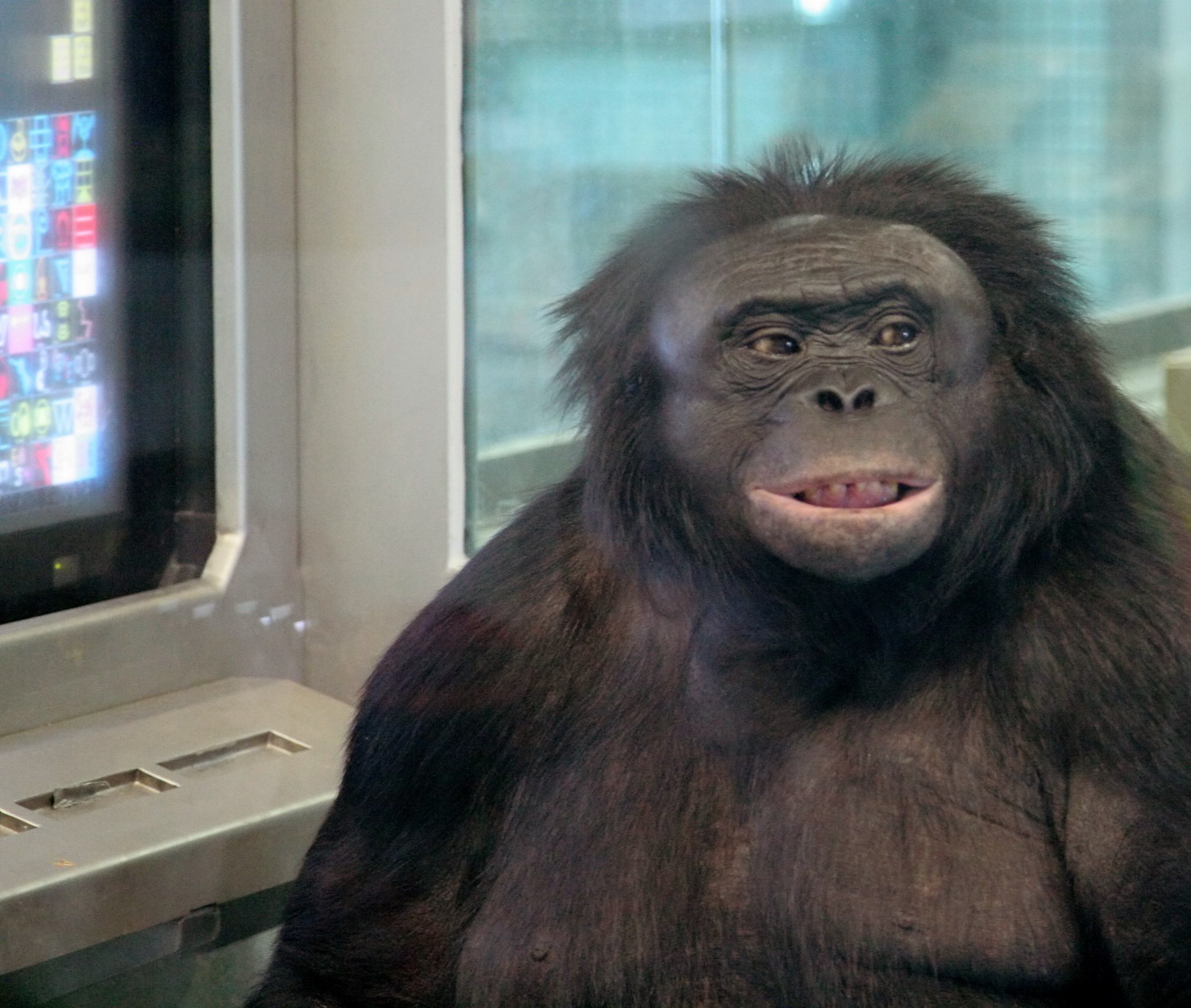
Kanzi aprendeu centenas de símbolos arbitrários representando palavras, objetos e pessoas conhecidas.

Kanzi (Atlanta, 28 de outubro de 1980 – Des Moines, 18 de março de 2025) foi o nome de um bonobo (chimpanzé anão), que  tornou-se famoso por seu forte domínio da língua inglesa. Suas habilidades mentais foram descritas em “O Macaco à fronteira da mente humana”. A Fala humana é anatomicamente impossível para os bonobos, Kanzi porém entende um pouco de inglês falado e pode, com a ajuda de uma tabela de símbolos contendo 300 lexigramas, comunicar-se. Ele apareceu em vários documentários sobre inteligência animal e linguagem animal. Os resultados dos experimentos com Kanzi contribuíram para a compreensão da Biologia comportamental dos bonobos.

## Biografia

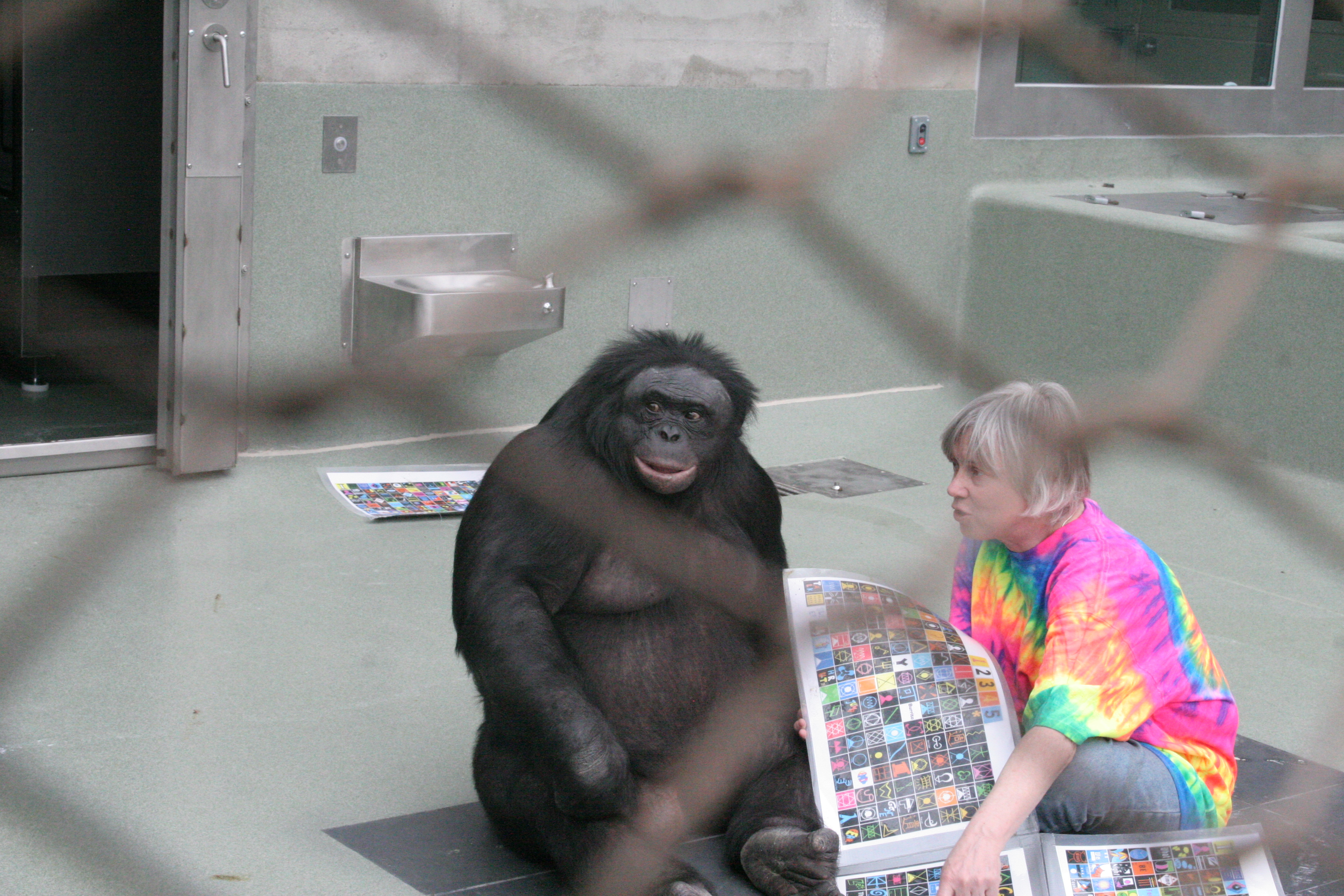
Kanzi com Sue Savage-Rumbaugh

Kanzi nasceu na Yerkes field station da Emory University. Seus pais eram Lorel e Bosandjo. 
Pouco depois de seu nascimento, Kanzi foi roubado e adotado pela bonobo, com hierarquia superior, Matata. 
Kanzi morava em um abrigo especial para animais em Des Moines (Iowa), onde aprendeu a se comunicar com as pessoas desde um ano de idade. Mais tarde, ele foi transferido para o Language Research Center da Georgia State University. 
Kanzi, que foi ensinado pela psicóloga e pesquisadora de macacos Sue Savage-Rumbaugh, entende e responde a cerca de 3.000 palavras (em inglês). Seu próprio vocabulário consiste em cerca de 500 palavras. Kanzi se comunica usando lexigramas usando um teclado de computador. Estes são símbolos de palavras pequenas e abstratas nos quais ele toca. Isso significa que ele consegue formar frases, usa palavras em sentido figurado (insulta outro macaco - um limpo - como "macaco, sujo"), expressa sentimentos e desejos e tem a inteligência de um humano de três anos. Seu próprio lexigrama foi derivado do caractere chinês 太, e seu nome significa “tesouro escondido” em Kiswahili. Ele é capaz de atribuir uma nova palavra a um símbolo não utilizado anteriormente em seu teclado (“copo vermelho”) e então respondendo à pergunta, se gostaria de beber algo, com “suco de laranja, copo vermelho”. 
Ele também atraiu atenção por sua habilidade de acender fogueiras e grelhar alimentos (incluindo marshmallows). Kanzi pode comprar comida em uma máquina de venda automática e cozinhá-la em um forno de micro-ondas e assistir a filmes selecionados na televisão.
Os experimentos descritos incluem: Numa sala dividida por uma grade, há um macaco em cada parte. Uma pessoa (A) recebe guloseimas seguidas em recipientes trancados, cada um dos quais só pode ser aberto com uma ferramenta muito específica. O outro macaco (B) possui todas essas ferramentas. Agora A tem que solicitar a ferramenta certa a B (através de um teclado), B procura-a e entrega-a a A através de um buraco na grelha. Agora A pode abrir o recipiente e obter a cobiçada guloseima. A partir de 1990, a capacidade de Kanzi de fazer ferramentas de pedra também foi investigada.

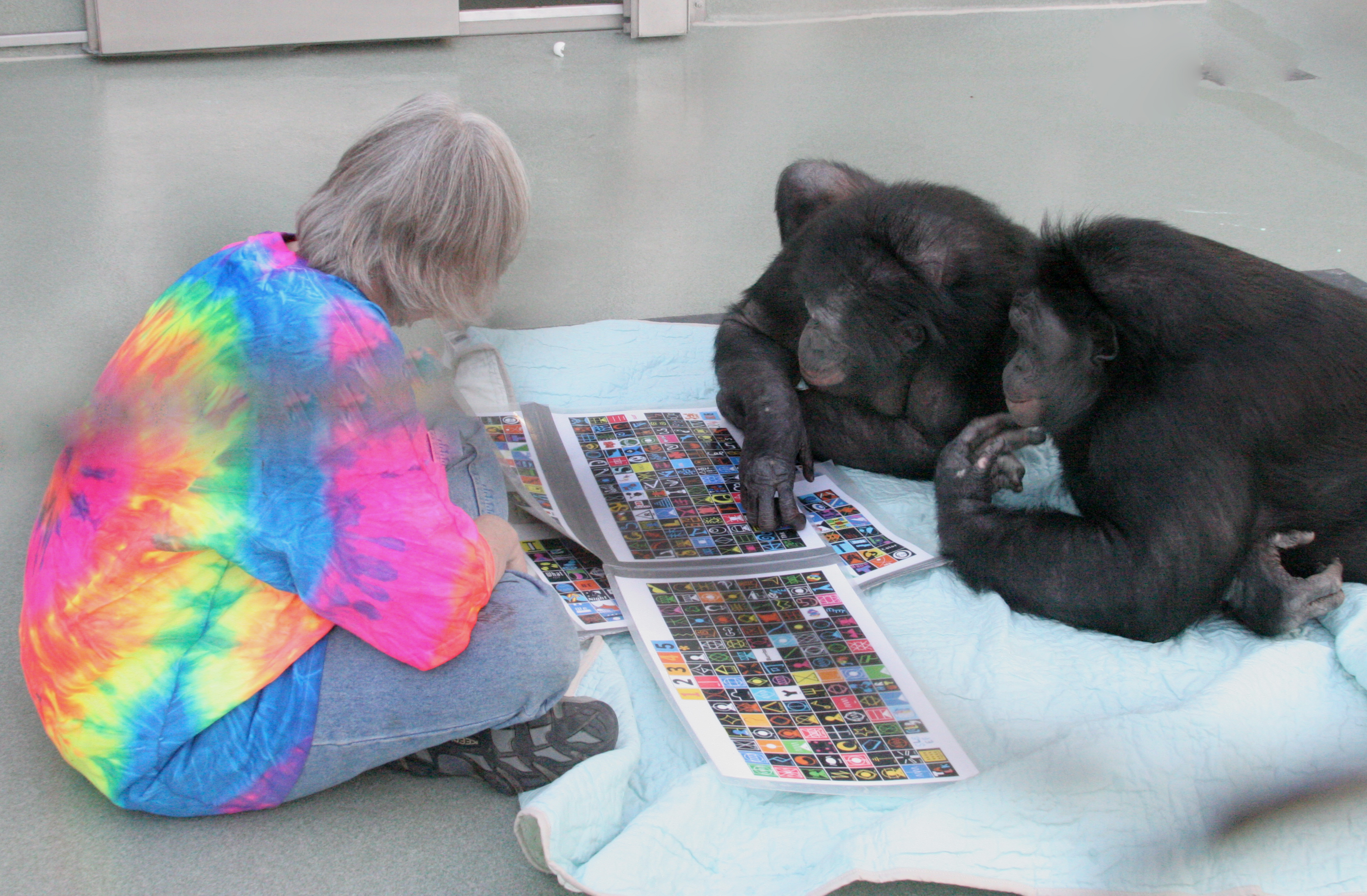
Sue Savage-Rumbaugh (E), Kanzi (D) e sua irmã Panbinisha (C) trabalhando no "teclado" portátil.

## Morte
Kanzi morreu de causas ainda desconhecidas em 18 de março de 2025, o que foi anunciado no dia seguinte, 19 de março, pela Ape Initiative, onde Kanzi morava em Des Moines.

## Filmes
Existem muitos Filmes na Internet com estes dois personagens: Susan Savage-Rumbaugh e Kanzi.
- National Geographic Explorer: Pygmy Chimps: Star Students (1985)
- TEDtalks: Susan Savage-Rumbaugh: The Real-Life Culture of Bonobos (2006)
- Kanzi versteht unsere sprache (Kanzi compreende o que falamos) em inglês